# Mauro Conconi
Mauro Conconi (Milano, 6 dicembre 1815 – Milano, 14 maggio 1860) è stato un pittore italiano.

## Biografia
Nato a Milano da Luigi e Maria Ferrario, fu zio di Luigi Conconi, architetto, incisore e pittore. La famiglia era originaria di Malnate, nel Varesotto.
Nel 1832, ancora liceale, entrò all'accademia di Brera dove fu allievo di Luigi Sabatelli e di Carlo Bellosio e divenne amico di Cherubino Cornienti. Alla fine degli studi si trasferì a Torino con il suo maestro Bellosio e con lui collaborò nel 1837 alle decorazioni dei castelli di Racconigi e di Pollenzo, commissionate dal re Carlo Alberto e nel 1840 a quelle dell'Armeria Reale di Torino.
Nel 1844 espose per la prima volta a Brera, presentando molte opere tra cui Rinaldo e Armida, oggi alla milanese Galleria d'arte moderna. Espose ancora a Brera nel 1847, 1851 e 1852. Nel 1854 eseguì l'affresco dell’Assunta nel Duomo di Lodi. Nel 1857 preparò la vetrata di Santa Tecla nell'arena dei leoni per la facciata del Duomo di Milano e gli fu commissionato un nuovo sipario per il Teatro alla Scala, mai realizzato in quanto l'incarico gli viene successivamente revocato: del suo lavoro restano due bozzetti, uno alla Galleria civica di Milano, il secondo al Museo teatrale alla Scala.
Morì a soli 44 anni nella sua città natale nel 1860 e fu sepolto al cimitero di San Gregorio fuori da Porta Venezia, ormai non più esistente.
Conconi «appartiene a quel gruppo di pittori del Milanese, giudicati minori, che pur non aderendo coscientemente alla querelle tra classici e romantici, ne sentirono comunque i fermenti, svecchiando molto prima i soggetti, in senso storico-nazionale, che non il linguaggio pittorico, spesso ancora legato ad una rigidezza formale ancora classicista».

## Opere
- L'educazione della Vergine, olio, 1845, Chiesa prepositurale di San Martino, Malnate
- Rinaldo e Armida, olio, Galleria d'arte moderna, Milano
- Ritratto di Carlo Bellosio, olio, 1850, Galleria d'arte moderna, Milano
- Assunta, 1854, affresco, duomo di Lodi
- Santa Tecla nell'arena dei leoni, vetrata, 1857, duomo di Milano